# Lucius Roscius
Lucius Roscius († 438 v. Chr.) war ein im 5. Jahrhundert v. Chr. lebender Politiker der frühen Römischen Republik.
Laut der für die römische Frühzeit unzuverlässigen Überlieferung wurde Lucius Roscius 438 v. Chr. mit drei weiteren Römern als Gesandter in die latinische Stadt Fidenae geschickt. Deren Einwohner, die Fidenaten, beseitigten aber auf Anstiften des Königs Lars Tolumnius von Veji Roscius und seine drei Kollegen, denen deswegen als Geste der Ehrung in Rom Statuen auf den Rostra errichtet wurden.